# Нашоломна подушка
В геральдиці нашоломна подушка є частиною герба, додатковим клейнодом. Саме ця плоска прямокутна м'яка подушка для прийому інших фігур клейноду чи інших елементів. З кутів подушки звисають китиці або дармовиси, що має бути блазоновано максимально повно. Подушка шолома також підходить для тримання нашоломної дошки. Іноді це також може бути негеральдична фігура на щиті, а потім відображається більшою площею, спрямованою до глядача. Це широкоформатне зображення також можливе над шоломом як допоміжний знак і використовується для додавання певних повторень фігур із щита. На гербі Провейса вона вкрита геральдичною твариною, а на гербі Лаурейна - плугом.

Нашоломна подушка в щиті< Пфуллінген
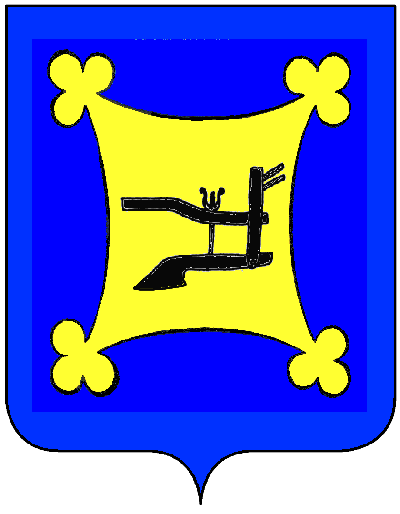
Нашоломна подушка в щиті< Лауреньо
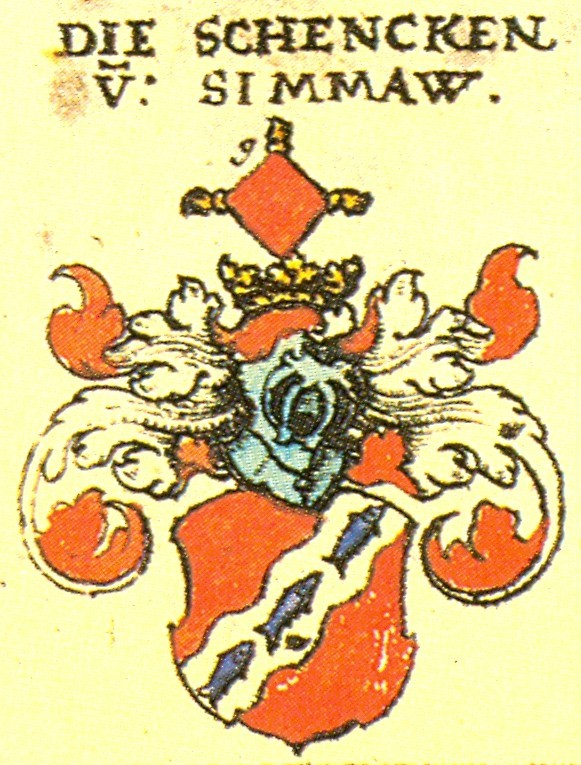
Нашоломна подушка  як клейнод роду фон Зіммау
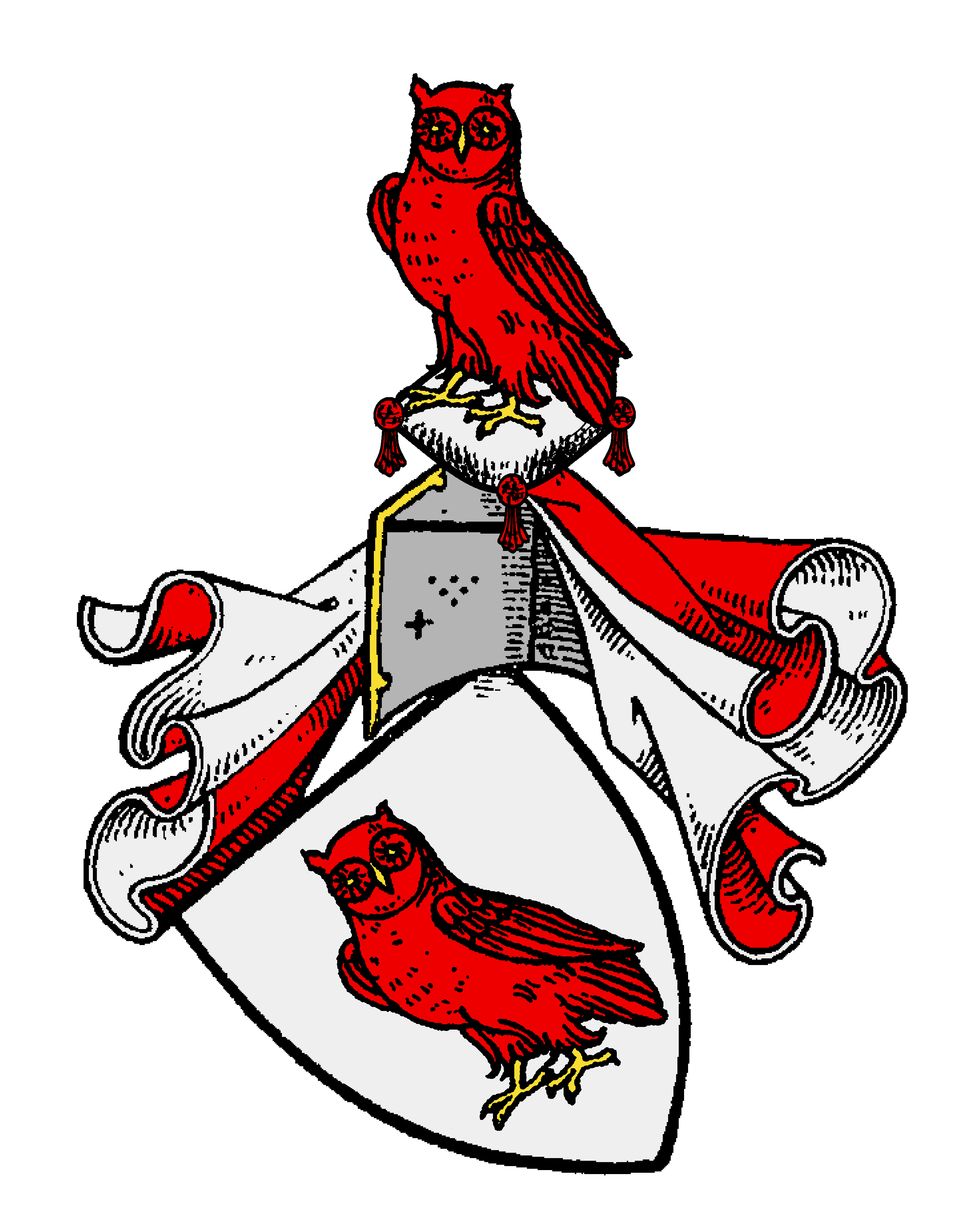
Нашоломна подушка як підставка клейноду роду Гервартів